# Žemyna
Žemyna oder Žemynėlė (zu litauisch žemė; lettisch zeme; altpreußisch same, semme „Erde“) ist in der litauischen Mythologie die Erdmutter, Tochter der Sonnengöttin Saulė und des Mondgottes Mėnulis. Sie gilt als Pflanzenmutter, Blütenspenderin und Ernährerin. Ihr zu Ehren wird der erste Schluck Bier als Trankopfer auf die Erde geschüttet oder ein Stück Brot unter die erste Ackerfurche gepflügt. Daneben erhält sie auch Ferkelopfer. Die Erde wird auch geküsst und mit einem kurzen Gebet begrüßt, wie „Meine liebe Erde, mein Mütterlein! Trage mich, sättige mich!“

## Žemepatis
Der Žemyna steht der Gott Žemepatis („Erdherr“) zu Seite; er ist ihr Bruder und wacht über den Hof, während seine Schwester über die Felder wacht. Žemepatis wird erstmals 1547 bei Martynas Mažvydas genannt, der ihn als Viehgott bezeichnet.

## Zemes māte
In der lettischen Mythologie ist Zemes māte („Erdmutter“) die Erdgöttin, der Trankopfer gespendet werden. Sie sorgt für Fruchtbarkeit des Ackers und den Wohlstand der Menschen. In einigen Texten bestimmt sie zusammen mit Laima das Geburtsdatum eines Menschen. Als Herrscherin über die Unterwelt und die Toten kann sie mit der Veļu māte (»Totenmutter«) verschmelzen und nimmt dann düstere Züge an. Beim Tod eines Menschen wartet Zemes māte auf dem Friedhof, um den Toten in Empfang zu nehmen.

## Tacitus
Nach einigen Forschern bezieht sich die Aussage von Tacitus, dass die Ästier eine Göttermutter (deum matrem) verehrten, auf die baltische Erdgöttin. Allerdings ist dieses Zeugnis zu vage und zu weit entfernt vom historischen Horizont, als dass ein direkter Vergleich gestellt werden kann.